# Duccio Tessari
Duccio Tessari (Génova, Italia, 11 de octubre de 1926 - Roma, Italia, 6 de septiembre de 1994) fue un director de cine y guionista italiano.

## Biografía

### Trayectoria artística
Comenzó en la industria del cine como documentalista, ayudante de dirección en películas de peplo y como guionista; en la película Por un puñado de dólares (1964) fue guionista para el también cineasta italiano Sergio Leone. Es conocido por sus películas ambientadas en el oeste americano, dentro del subgénero de los spaghetti western. Tal vez sus películas más conocidas sean las de la saga de "Ringo", protagonizada por el actor Giuliano Gemma. También dirigió un giallo (Una mariposa con las alas ensangrentadas) y películas de aventuras como Los héroes millonarios, Safari Express (que le volvería a reunir con Giuliano Gemma) o una versión de El Zorro protagonizada por Alain Delon. En la década de 1980 se dedicó principalmente a la televisión.

### Vida personal
Duccio Tessari se casó con la actriz Lorella De Luca, con la que tuvo dos hijas.

### Fallecimiento
Tessari falleció en Roma en 1994 debido a un tumor.

## Filmografía parcial

### Cine
- 1962 - Arrivano i titani (Los titanes) con Giuliano Gemma
- 1963 - Il fornaretto di Venezia (Proceso en Venecia)
- 1964 - La Sfinge sorride prima di morire - Stop - Londra (La esfinge sonríe antes de morir)
- 1965 - Una pistola per Ringo (Una pistola para Ringo) con Giuliano Gemma
- 1966 - Il ritorno di Ringo (El retorno de Ringo) con Giuliano Gemma
- 1966 - Kiss Kiss Bang Bang con Giuliano Gemma
- 1968 - I bastardi (El bastardo) con Giuliano Gemma, Rita Hayworth y Klaus Kinski
- 1969 - Vivi o preferiblemente morti (Vivos o preferiblemente muertos) con Giuliano Gemma
- 1970 - La morte risali a ieri sera (Asesinada ayer)
- 1971 - Una farfalla con le ali insanguinati (Una mariposa con las alas ensangrentadas), con Helmut Berger
- 1971 - Viva la morte... tua (Viva la muerte... tuya) con Franco Nero y Eli Wallach
- 1973 - Gli eroi (Los héroes millonarios), con Rod Taylor y Rod Steiger
- 1973 - Tony Arzenta (conocida también como  Big Guns), con Alain Delon
- 1974 - L'uomo senza memoria
- 1975 - Zorro (El Zorro), con Alain Delon
- 1976 - Safari Express, con Giuliano Gemma, Ursula Andress y Jack Palance
- 1976 - La madama
- 1978 - L'alba dei falsi dei con Helmut Berger
- 1985 - Tex e il signore degli abissi con Giuliano Gemma

### Televisión
- 1984 - Bacciami Strega (Kiss Me Witch) - TV
- 1987 - Una grande storia d'amore (película para TV)